# Pareuptychia difficilis
Pareuptychia difficilis är en fjärilsart som beskrevs av Forster 1964. Pareuptychia difficilis ingår i släktet Pareuptychia och familjen praktfjärilar. Inga underarter finns listade i Catalogue of Life.